# Thomas Ilka

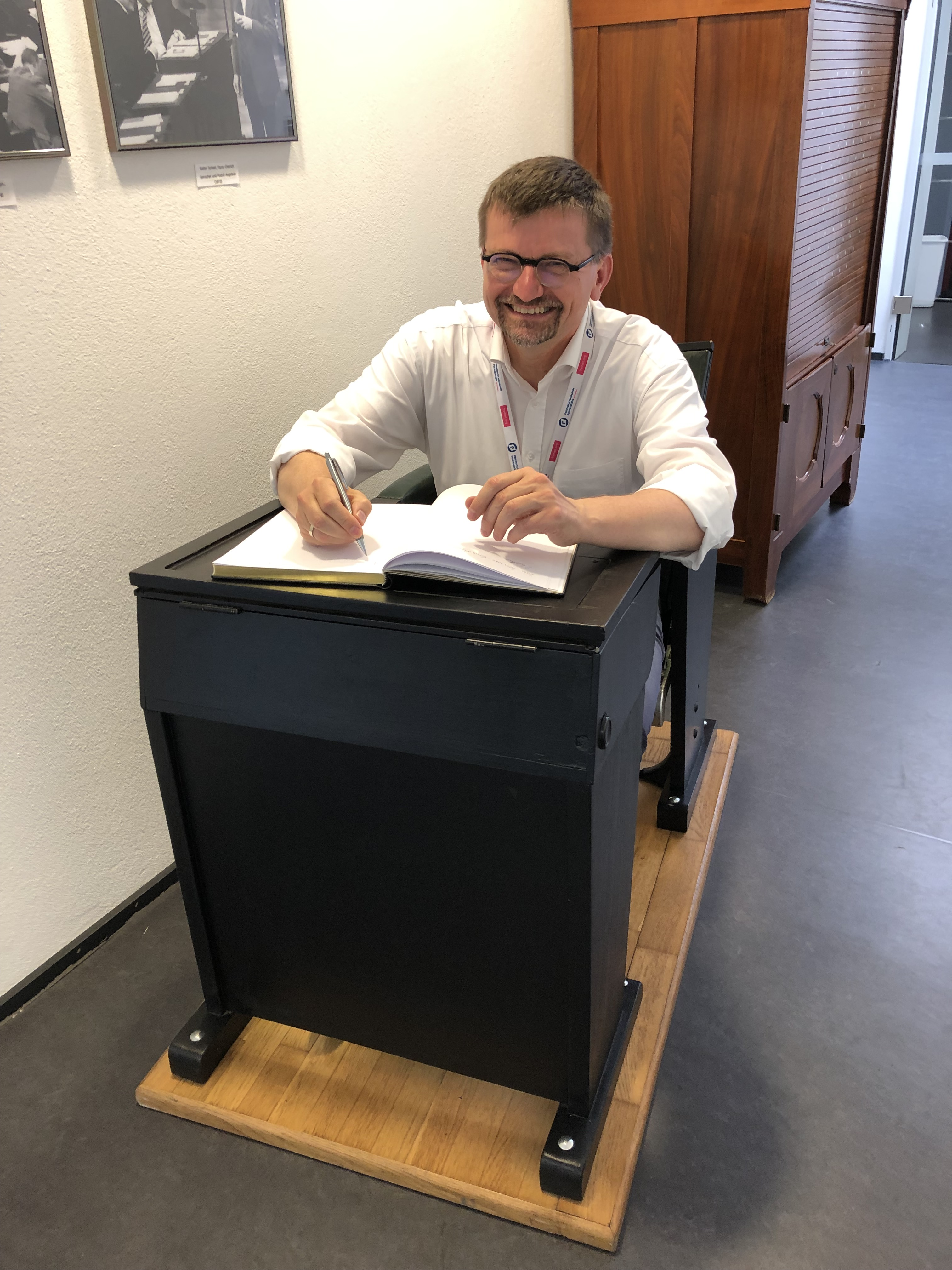
Thomas Ilka bei einem Besuch im Archiv des Liberalismus in Gummersbach

Thomas Ilka (* 2. April 1965 in Essen) ist ein deutscher Volkswirt.

## Leben und Beruf
Nach einem Studium der Volkswirtschaftslehre an der Universität Kiel war Ilka von 1993 bis 1999 Mitarbeiter des Bundestagsabgeordneten Paul Friedhoff in der FDP-Bundestagsfraktion. 1999 begann er als Referent für die Mittelstandspolitik des Deutschen Industrie- und Handelskammertages (DIHK). Von 2001 bis 2004 arbeitete er als Büroleiter der Hauptgeschäftsführung, zuletzt in der Koordination von Politikkontakten. Ab 2007 war er Leiter des Bürobereichs „Europa, Energie und Verbraucherpolitik“ und hatte damit auch die Leitung der Vertretung des DIHK in Brüssel inne. Nebenberuflich vertrat er die Interessen des DIHK im Vorstand des Netzwerks Europäische Bewegung Deutschland.
Ilka war von Juni 2011 bis Januar 2014 beamteter Staatssekretär im Bundesministerium für Gesundheit. Zwischen Mai 2014 und Oktober 2018 arbeitete Ilka für den Gesamtverband der deutschen Versicherungswirtschaft (GDV) e.V. zunächst als Geschäftsführer für den Bereich Europa/Internationale Beziehungen und später als Head of European Affairs. Von November 2018 bis Juni 2022 war Ilka als Leiter des Regionalbüros Europäischer Dialog in Brüssel bei der Friedrich-Naumann-Stiftung für die Freiheit (FNF) tätig und seitdem als FNF-Fachbereichsleiter Wissenschaft und Politische Strategie in Berlin.
Ilka ist verheiratet mit Zsuzsa Breier und hat fünf Kinder.